# باشتین
باشْتین روستایی در بخش باشتین در جنوب غربی شهرستان داورزن در ایران است.

## جمعیت
این روستا در دهستان باشتین قرار داشته و بر اساس سرشماری سال ۱۳۸۵ جمعیت آن ۹۵۳ نفر (۲۸۱ خانوار)
بوده‌است.

## تاریخچه
نام روستای باشتین. یادآور قیام سربداران است. باشتین نقطه آغاز قیام سربداران بود و نخستین حاکم سلسلهٔ سربداران، عبدالرزاق باشتینی نام داشت.این روستا با پخش سریال سربداران مشهور گردید . 